# آیرین ورنون
آیرین وِرنون (به انگلیسی:Irene Vernon) (با نام اصلی آیرین وِرگاوِن؛زاده ۱۹۲۲-درگذشت ۱۹۹۸) یک بازیگر اهل ایالات متحده آمریکا بود.
ورنون از سال ۱۹۴۶ تا ۱۹۶۶ فعالیت می کرد.آخرین نقش او لوئیر تِیت در افسونگر بود.او برای این نقش به شهرت رسید.آیرین ورنون در دو فصل از این سریال بازی کرد.اما در فصل سوم تا هشتم کیسی راجرز نقش لوئیز را بازی کرد.

## زندگی

آیرین ورنون در افسونگر

آیرین ورنون با نام اصلی آیرین وِرگاوِن در ۱۶ ژانویه سال ۱۹۲۲ در میشواکا، ایندیانا،ایالات متحده آمریکا به دنیا آمد و از دبیرستان میشواکا فارغ التحصیل شد.
سپس به نیویورک رفت و کار بازیگری را با نقش های کوتاه در فیلم ها آغاز کرد.در دهه پنجاه در سریال های تلویزیونی هم حضور پیدا کرد.او برای نقش لوئیز تِیت در سریال افسونگر در دهه ۶۰ میلادی، مشهور شد.ورنون در فصل اول و دوم سریال این نقش را ایفا کرد اما پس از پایان فصل دوم،دنی آرنولد یکی از نویسندگان سریال،پروژه را ترک کرد و الیزابت مانتگامری (بازیگر نقش اصلی سریال) و ویلیام اشر (کارگردان سریال و شوهر مانتگامری)،ورنون را تحت فشار قرار دادند که او نیز از پروژه کناره گیری کند.(ورنون و دنی آرنولد دوستان یکدیگر بودند).ورنون سرانجام از سریال انصراف داد.علت این موضوع بیماری شوهرش عنوان شد در حالی‌که چنین نبود.او پس از ترک افسونگر،از بازیگری کناره گیری کرد و دیگر هرگز به فعالیت هنری اش ادامه نداد.
ورنون در سال ۱۹۴۴ با سرگرد نیروی ارتش ادوادر دوری‌اِی داولینگ،ازدواج کرده بود.داولینگ قبل از خدمت در ارتش،کارگردان چند فیلم موزیکال بود.
آیرین ورنون سرانجام در ۲۱ ایپریل سال ۱۹۹۸ در سن ۷۶ سالگی به دلیل نارسایی قلبی در ساوت بند، ایندیانا فوت کرد.